# Kieler Prunksiegel

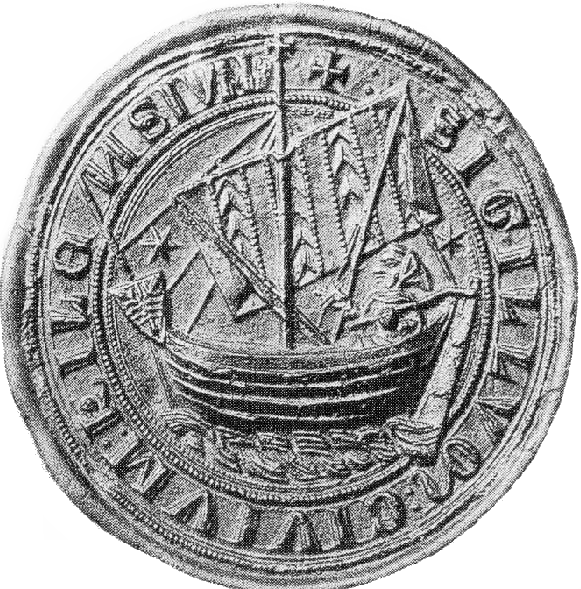
Das Vorbild: Stadtsiegel der Stadt Kiel von 1365

Das Kieler Prunksiegel ist eine Nachbildung des Siegels der Stadt Kiel aus der zweiten Hälfte des 14. Jahrhunderts. Sie wird seit 2006 als ein Zeichen des Dankes der Stadt bei besonderen Gästen und bei Persönlichkeiten, die einen besonderen Bezug zur Fördestadt haben vergeben.
2006 ließ die Stadt gemeinsam mit der Fachhochschule Kiel die Nachbildung des großen Kieler Stadtsiegels herstellen. Das Originalsiegel entstand in der ersten Hälfte des 14. Jahrhunderts als Meisterwerk mittelalterlicher Gravurkunst. Verwendet wurde es nur zu besonders festlichen Anlässen.

## Liste von Trägern des Siegels
Verliehen wurde das Prunksiegel bislang an:
- Bundeskanzlerin Angela Merkel (2006)
- Jost Delbrück  (2006)
- Reeder Emil Hartmann (2007)
- die Teilnehmer des THW Kiel an der Handball-WM (2007)
- den Geschäftsführer der Stena Line, Gunnar Blomdahl (2007)
- den ehemaligen Leiter des Sinfonieorchesters der Musikschule Kiel, Jan Lensky (2007)
- den Leiter des Kieler Theaters im Werftpark, Norbert Aust (2008)
- den Alt-Oberbürgermeister und ehemaligen Vorstand der Kieler Bürgerstiftung Günther Bantzer (2008)
- den Geschäftsführer der Firma Sartori und Berger, Röttger Wittern (2008)
- die Kammerschauspielerin Rosemarie Kilian (2009)
- den Color-Line-Präsident Trond Kleivdal (2009)
- Major Tony Hibbert, ehemalige britische 5 Kings/2 T Force OCA-Einheit (2010)
- Mario Schröder, Ballettdirektor Theater Kiel (2010)
- den langjährigen Kieler Polizeidirektor Werner Tanck (2011)
- den ehemaligen Marketingdirektor des Kieler Seehafens, Heinz Bachmann (2012)
- die deutsche Honorarkonsulin in Brest, Geneviève Champeau-Bréhier (2014)
- den Gründer der Initiative gegen Kinderarmut (inka e.V.), Jörg Rüdel (2016)
- den Architekten des Hospiz Kieler Förde, Erich Schneekloth (2017)
- den musikalischen Leiter des Shanty-Chores LUV&LEE Kiel e.V. v.1989, Gerhard Lüthje (2019)
- den ehemaligen Schulleiter des Ernst-Barlach-Gymnasiums, Michael Scholz (2019)
- den Unternehmer und Vorstand der Kieler Bürgerstiftung Fritz Süverkrüp (2022)